# 山口稀良莉
山口 稀良莉（やまぐち きらり、2005年1月11日 - ）は、日本将棋連盟所属の女流棋士。女流棋士番号は72。岐阜県岐阜市出身。中田章道門下。鶯谷高等学校卒業。同じく女流棋士の山口仁子梨は実姉。

## 棋歴

### 女流棋士になるまで
先に将棋教室に通っていた姉と弟から約半年遅れで通い始め、小学5年で本格的に将棋を始めた。
2016年11月に東海研修会に入会。2020年11月22日にB2クラスに昇級し、女流棋士になる資格を得た。

### 女流棋士になってから
2020年12月1日付で日本将棋連盟関西本部所属の女流棋士2級（新女流棋士）となった。
2021年9月22日、第33期女流王位戦予選で北村桂香に勝ち女流1級に昇級した。
2025年4月1日、年度成績指し分け以上の昇段規定により女流初段へ昇段した。

## 棋風
- 得意戦法は三間飛車[1]。攻め将棋[5][注釈 1]。

## 人物
- 姉は2019年に女流棋士になった山口仁子梨。姉妹で女流棋士は史上5組目となる[1][注釈 2]。
- 弟の山口修生（しゅな）も姉2人と将棋を指し、小学6年時に奨励会の試験を受けたが不合格となりプロ棋士をあきらめたが、2021年にeスポーツの将棋対戦ゲーム「リアルタイムバトル将棋」でプロライセンスを獲得し「プロe棋士」となっている[9]。
- 鶯谷高校将棋部時代の1年後輩に岩佐美帆子（豊島将之門下）がいる[10]。
- 高校卒業後、「トップを目指すなら若いうちに絶対に強くならないといけない」と決意し郷里の岐阜を離れ京都市で一人暮らしを始め、週4回はネットや対人で研究会に参加している[2]。
- 趣味は音楽鑑賞[1]。

## 昇段・昇級履歴
研修会
- 2016年11月00日 ： 東海研修会入会[1]
- 2020年11月22日 ： B2クラス昇級（女流2級資格）[1]

女流棋士
- 2020年12月01日 ： 女流2級 = プロ入り [1]
- 2021年09月22日 ： 女流1級（女流王位戦予選決勝進出）[7]
- 2025年04月01日 ： 女流初段（年度成績指し分け以上・8勝以上／2024年度13勝9敗、女流通算36勝48敗）[8][11][12]

## 主な成績

### 在籍クラス
| 2022 | 2 |  |  |  |  | D25 | 5-3 |
| 2023 | 3 |  |  |  |  | D11 | 5-3 |
| 2024 | 4 |  |  |  |  | D10 | 4-4 |
| 2025 | 5 |  |  |  |  | D15 |     |
| 女流順位戦の 枠表記 は挑戦者。右欄の数字は勝-敗(番勝負/PO含まず)。 順位戦の右数字はクラス内順位 ( x当期降級点 / *累積降級点 / +降級点消去 ) |   |  |  |  |  |     |     |

### 年度別成績
| 年度             | 対局数 | 勝数 | 負数 | 勝率   | (出典) |              |              |              |              |              |
| ---------------- | ------ | ---- | ---- | ------ | ------ | ------------ | ------------ | ------------ | ------------ | ------------ |
| 2020年度         | 3      | 2    | 1    | 0.6666 | [ 13 ] | 女流通算成績 | 女流通算成績 | 女流通算成績 | 女流通算成績 | 女流通算成績 |
| 年度             | 対局数 | 勝数 | 負数 | 勝率   | (出典) | 対局数       | 勝数         | 負数         | 勝率         | (出典)       |
| 2021年度         | 21     | 7    | 14   | 0.3333 | [ 14 ] | 24           | 9            | 15           | 0.3750       | [ 15 ]       |
| 2022年度         | 19     | 9    | 10   | 0.4736 | [ 16 ] | 43           | 18           | 25           | 0.4186       | [ 17 ]       |
| 2023年度         | 19     | 5    | 14   | 0.2631 | [ 18 ] | 62           | 23           | 39           | 0.3709       | [ 19 ]       |
| 2024年度         | 22     | 13   | 9    | 0.5909 | [ 11 ] | 84           | 36           | 48           | 0.4285       | [ 12 ]       |
| (小計) 2021-2024 | 81     | 34   | 47   |        |        |              |              |              |              |              |
| 通算             | 84     | 36   | 48   | 0.4285 | [ 12 ] |              |              |              |              |              |
| 2024年度まで     |        |      |      |        |        |              |              |              |              |              |